# Болотный, Андрей Павлович
Андрей Павлович Болотный (род. 18 сентября 1960, Подольск, Московская область, СССР — 22.04.2023) — советский российский учёный, преподаватель высшей школы. Кандидат технических наук, профессор. Ректор Костромского государственного технологического университета (2009—2013).
Тематика научной работы связана с совершенствованием технологического оборудования текстильной и легкой промышленности.

## Биография
Родился 18 сентября 1960 года в Подольске Московской области. Окончил среднюю школу № 38 в Костроме и поступил в Костромской технологический институт на специальность «Машины и аппараты текстильной и легкой промышленности». Окончил институт в 1983 году со специальностью инженера-механика.
С года окончания учёбы работал в Костромском технологическом институте (в 1995 году преобразован в государственный технологический университет) инженером научно-исследовательского сектора и ассистентом. С ноября 1985 по январь 1989 года — в аспирантуре КТИ (научный руководитель профессор В. Н. Аносов). В феврале 1990 года провёл защиту диссертации на степень кандидата технических наук.
Скоропостижно скончался 22 апреля 2023 года на 63-м году жизни.

## Научная деятельность
Автор более 80 научных и научно-методических работ. Тема исследований - совершенствование организации многоуровневой системы высшего образования, разработка системы оценки качества преподавания и прочей деятельности кафедр, факультетов и институтов. Среди публикаций:
- Совершенствование механизмов зарядки прокладчика утка на ткацких станках СТБ : диссертация … кандидата технических наук : 05.02.13 / Костром. технол. ин-т. — Кострома, 1990. — 262 с. : ил.
- Концепция системы непрерывного профессионального образования: от теории к практике [Текст] : монография / А. П. Болотный [и др. ; под науч. ред. А. И. Тяжова] ; М-во образования и науки Российской Федерации, Костромской гос. технологический ун-т. — Кострома : Изд-во КГТУ, 2011. — 71 с.; 21 см; ISBN 978-5-8285-0557-9

## Награды, поощрения
Награждён Почётной грамотой Министерства образования и науки Российской Федерации.